# زنده (ترانه امپایر آو د سان)
زنده (انگلیسی: Alive) آهنگی از موسیقی الکترونیک استرالیایی امپایر آو د سان است. این آهنگ در ۱۵ آوریل ۲۰۱۳ به عنوان تک‌آهنگ اصلی از دومین آلبوم استودیویی آنها، یخ روی تل شنی (۲۰۱۳) منتشر شد.
این آهنگ توسط انجمن صنعت ضبط استرالیا و فدراسیون صنعت موسیقی ایتالیا گواهی پلاتین را دریافت کرد.